# Byronosaurus
Byronosaurus — рід троодонтів пізнього крейдяного періоду Монголії.

## Відкриття та найменування

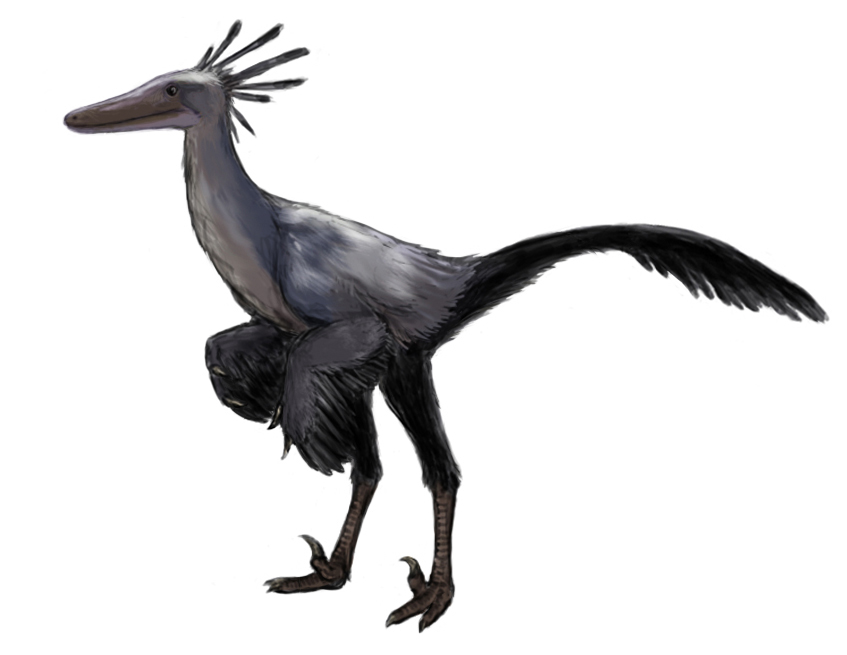
Ілюстрація

У 1993 році Майкл Новачек, учасник експедиції Американського музею природної історії в пустелі Гобі, виявив скелет невеликого теропода в Укхаа Толгод. У 1994 і 1995 роках тут проводилися подальші розкопки. Знахідка була проілюстрована в публікації 1994 року.
У 2000 році Марк Норелл, Пітер Маковіцкі та Джеймс Кларк назвали та описали типовий вид Byronosaurus jaffei. Назва виду в цілому вшановувала Байрона Джаффе, «на знак визнання підтримки його сім'єю палеонтологічних експедицій Монгольської академії наук — Американського музею природної історії».
Голотип, IGM 100/983, був знайдений у шарі формації Djadochta, що датується пізнім кампаном. Він складається з часткового скелета з черепом. Він містить частину черепа з нижніми щелепами, три шийні хребці, три задні хребці, шматок крижового хребця, чотири частини хвостових хребців, ребра, нижній кінець стегнової кістки, верхні кінці великогомілкової та литкової кісток, другу плеснову кістку та три фаланги пальців стопи. Паратипом, зразком IGM 100/984, є череп, знайдений у 1996 році, від якого збереглася лише морда. Обидва екземпляри — дорослі особини.
У 2003 році типовий екземпляр байронозавра був детально описаний. Маковіцкі та його колеги виявили, що байронозавр мав пневматизовану морду з пазухою на кожній верхній щелепі.
У 2009 році два черепи та нижні щелепи дуже молодих, можливо, дитинчат, що тільки що вилупилися, екземпляри IGM 100/972 та IGM 100/974, були віднесені до байронозаврів після того, як спочатку були ідентифіковані як зразки велоцирапторів. Бевер і Норел підрахували, що довжина черепа IGM 100/972 та IGM 100/974 становила близько 22,6 см і 25,4 см відповідно.
У 2017 році дослідники, які описали троодонтіда Almas ukhaa, припустили, що зразки, описані Бевером і Норелом (2009), не належать до байронозаврів на основі різних особливостей черепа, таких як кількість верхньощелепних зубів в обох зразках значно менша, ніж у цього роду. Вони стверджували, що ці зразки більш тісно пов'язані з A. ukhaa, ніж з B. jaffei.

## Опис
Байронозавр був маленьким динозавром приблизно 1,5—2 м завдовжки та 50 см заввишки; він важив лише близько 4—20 кг. На відміну від більшості інших троодонтидів, його зуби, здається, не мають зубців, як і його найближчий родич Xixiasaurus, ймовірно плезіоморфна риса серед троодонтидів. Перинати Ukhaa показують, що байронозавр мав щічний верхньощелепний жолоб і заглиблену міжфенестральну перегородку.